# Edgardo Fulgencio
Pour les articles homonymes, voir Fulgencio (homonymie).
Edgardo Fulgencio, né le 29 octobre 1917 et décédé le 28 octobre 2004, est un ancien joueur philippin de basket-ball.